# Anker
L'Anker è un fiume inglese lungo 50 km, affluente in destra orografica del Tame.

## Percorso
Il fiume sorge vicino a Wolvey e scorre in direzione nord-occidentale per passare tra Bramcote, Burton Hastings, Stretton Baskerville, dove forma anche il confine tra i quartieri di Rugby, Nuneaton e Bedworth. Alla periferia di Nuneaton raccoglie Sketchley Brook. Il fiume si divide, con un canale di alluvione a nord, e il canale principale che passa attraverso il centro di Nuneaton. Il canale di soccorso si ricongiunge oltre la città di Weddington, dove il fiume continua poi nella stessa direzione nord-occidentale per passare il villaggio di Caldecote, poi Mancetter e Witherley, prima di raggiungere Atherstone dove è raggiunto dal fiume Sence.
A valle della confluenza, raggiunge Grendon e poi attraversa Polesworth prima di passare sotto l'autostrada M42, Alvecote Pools, Amington Hall, prima di svoltare a sud-ovest per attraversare Tamworth e confluire al Tame nei pressi del castello di Tamworth.

## Inondazioni
Il fiume Anker ha inondato diverse volte il centro di Nuneaton in passato, compreso il 1968, provocando la costruzione di un canale di soccorso per le inondazioni lungo 600 metri a Weddington nel 1976.
Nel luglio 2007 il fiume ha allagato il campo di Liberty Way, costringendo Nuneaton Town e Nuneaton RFC a cancellare le partite mentre l'acqua del fiume si è prosciugata.